# Prey (videogioco 2017)
Prey è un videogioco di genere sparatutto in prima persona con elementi di action RPG sviluppato da Arkane Studios e pubblicato da Bethesda Softworks il 5 maggio 2017 per Microsoft Windows, PlayStation 4 e Xbox One.
Originariamente in sviluppo presso Human Head Studios come il seguito di Prey (2006), il gioco è rimasto bloccato per lungo tempo in fase di sviluppo ed infine è stato annullato da Bethesda nel 2014.
Bethesda ha annunciato, all'Electronic Entertainment Expo 2016, Prey come rivisitazione del gioco originale, con la sede di Austin di Arkane Studios che si è occupata dello sviluppo.

## Trama
Talos I è una stazione di ricerca collocata nei pressi della Luna, dove l'attività umana ha richiamato decenni prima l'attenzione dei Typhon, una razza aliena. Acquisita dalla TranStar Corporation, l'ex stazione spaziale Talos I è ora il luogo dove vengono sviluppate le cosiddette Neuromod, degli impianti in grado di modificare la struttura del cervello umano per permettere alle persone di assorbire i poteri dei Typhon, o comunque di ottenere capacità che vanno oltre quelle di un essere vivente normodotato.
All'interno di Talos I si risveglia Morgan Yu. All'inizio il protagonista non sa perché si risveglia in questa nave, ma con l'avanzare della storia scopre ciò che è accaduto. Morgan Yu è un ricercatore reclutato da suo fratello Alex per andare a lavorare a bordo di Talos I. Durante una serie di test iniziali qualcosa va storto e una delle persone coinvolte viene attaccata da un Typhon fuori controllo.
Morgan scopre che i sistemi di contenimento dei soggetti sperimentali hanno fallito, e i Typhon hanno infestato così tutte le divisioni della struttura.
Come nere metastasi di materiale alieno si estendono negli hangar di carico e nelle sale del supporto vitale. I loro corpi fibrosi assomigliano a neuroni marcescenti, si muovono a scatti, e riescono ad agire sull'etere psicoattivo per cambiare la percezione che il cervello umano ha di loro, apparendo come innocui oggetti comuni.
I Neuromod hanno in qualche maniera interferito con la memoria di Morgan. Il protagonista deve procedere a tentoni, tentare di ricostruire l'accaduto, capire se fidarsi del fratello Alex o delle intelligenze artificiali. A guidarlo verso la verità sarà l'operatore robotico January, programmato dallo stesso Morgan, mentre Alex proverà a fornire una propria versione dei fatti.

## Modalità di gioco
Prey è un gioco di avventura con elementi di ruolo e forte narrazione giocato da una prospettiva in prima persona. Il giocatore prende il ruolo di Morgan Yu, un uomo o una donna (in base a quale si sceglie ad inizio gioco) a bordo di una stazione spaziale con numerose specie di alieni ostili conosciuti collettivamente come Typhon. Il giocatore può selezionare determinati attributi di Morgan, compreso il sesso. Le decisioni fatte dal giocatore influenzeranno gli elementi della storia del gioco. Per sopravvivere, il giocatore deve raccogliere e utilizzare armi e risorse a bordo della stazione per respingere e sconfiggere gli alieni. Secondo il direttore creativo Raphael Colantonio, "la stazione sarà completamente continua", ovvero disposta su un unico livello, piuttosto che avere livelli o missioni distinti, a volte sarà richiesto al giocatore di tornare in aree che ha esplorato in precedenza. Il giocatore può anche spostarsi all'esterno della stazione in gravità zero e trovare scorciatoie che collegano parti della stazione. Colantonio ha anche affermato che gli alieni hanno una gamma di poteri diversi che il giocatore può guadagnare nel tempo; Un tale alieno ha la capacità di imitare oggetti di uso quotidiano come una sedia.
Il gioco può terminare in diversi modi, secondo il caporedattore Ricardo Bare. Le finiture rientrano in tre grandi strutture narrative a seconda di come il giocatore abbia interagito con la stazione e gli umani sopravvissuti, ma Bare ha detto che ci sono "tonnellate di piccole permutazioni" basate su eventi specifici.

## Sistema di gioco
In base alla scelta effettuata a inizio gioco, Morgan può essere uomo o donna. Tra cunicoli nascosti, zone rialzate, passaggi segreti, la stazione spaziale dà al giocatore la possibilità ed i mezzi per sopravvivere alle difficoltà che incontra, facendolo affidare alla forza bruta dei combattimenti, allo stealth o a vie alternative sbloccabili in vari modi attraverso le abilità del personaggio.  L'anima RPG di questa produzione è fondamentale sin dalle prime fasi, permettendo di migliorare in primis le capacità umane per trasformare il protagonista in hacker, combattente o energumeno in grado di sollevare qualsiasi oggetto, e successivamente quelle dei Typhon stessi grazie a un congegno denominato Psicoscopio. Recuperato dopo alcune ore di gioco, lo Psicoscopio permette di scansionare i Typhon per scoprirne i punti deboli e per riuscire ad apprenderne le abilità.
Grazie allo Psicoscopio si potrà sfruttare le abilità dei Mimic, alieni capaci di prendere le sembianze degli oggetti sulla nave, per accedere ad una certa stanza attraversando uno stretto passaggio, se il protagonista è inseguito da troppi nemici può creare una proiezione del proprio corpo cosi da fuggire al riparo. Utilizzare le potenzialità aliene è però anche un'arma a doppio taglio dato che le torrette automatiche spareranno a vista e che il Typhon denominato Incubo sarà alla caccia di Morgan. Le torrette sono armi che Morgan Yu incontra durante l'esplorazione della nave, possono essere utilizzate per abbattere i Typhon, possono essere distrutte dagli alieni, riparate e cambiate di posizione dal giocatore. Incubo è il nemico che più si avvicina a un boss nel senso classico del termine e gli sviluppatori si sono ispirati a Nemesis di Resident Evil per la sua realizzazione.
A tutti questi elementi si aggiungono: 
- i chip per la tuta
- lo Psicoscopio che attivano bonus passivi
- il Riciclatore e l'Assemblatore (due postazioni presenti in diverse zone della mappa che permettono di scomporre ogni oggetto in materiali basilari poi utilizzabili per creare munizioni, medikit e Neuromod con cui potenziare le abilità del protagonista).

Gli NPC che Morgan aiuta durante il gioco ricambieranno il favore, ma spesso aiutarli potrebbe tramutarsi in rischio. Cercare di aiutarli o semplicemente salvarli da morte certa potrebbe rivelarsi un vantaggio e dare il via a nuove quest secondarie. Le scelte che il giocatore affronta durante il gioco avranno ripercussioni sui due finali possibili.

## Accoglienza
- Kingdomgame.it: 8.5/10. "Arkane Studios ha confezionato un videogame davvero solido, completo e ricco di possibilità. Prey ha una sua anima, una propria originalità e riesce nell'intento di immergere il giocatore all'interno delle vicende narrate. Si tratta di un ottimo punto di partenza per un genere che - personalmente parlando - è riuscito a dilettarmi per parecchie ore; questo grazie soprattutto ad una storia di impatto intrisa di mistero e alla possibilità di agire seguendo la propria strategia e il proprio personale approccio, una libertà ludica che ben pochi titoli sono in grado d’offrire oggigiorno. Concludendo, Prey merita assolutamente di essere giocato."
- SpazioGames: 9/10. "Arkane Studios realizza, senza mezzi termini, una perla: un'altra produzione che entra nelle già gloriose release di questo 2017 che vuole proprio farsi ricordare. Prey è un inno e un omaggio a titoli come BioShock e System Shock, ma non esagera nel citazionismo: trova invece una sua unicità nella bellezza della storia e della direzione artistica, e nella maestosità qualitativa delle quest secondarie, capaci di farci entrare davvero nella testa e nelle vite dell'equipaggio della stazione Talos-1 e di spingerci nei posti più remoti della stessa. Un gameplay partorito con astuzia e maestria poi si fonde perfettamente agli altri pregi del gioco, al netto di un gameplay particolare e forse troppo poco fluido che potrebbe scoraggiare una buona fetta d'utenza. Ma l'insieme è incredibile, viscerale e spaziale: le vicende di Morgan Yu ci entreranno in testa cosi violentemente da sembrare un Neuromod; la solitudine e l'inquietudine dello spazio poi non farà altro che catturarci, ammaliarci e stravolgersi per la sua unicità e molteplicità."[6]
- Everyeye: 8.8/10. "Smisurata prova di talento di Arkane Studios e definitiva consacrazione del team di sviluppo (non fosse bastato il meraviglioso Dishonored 2), Prey è un'avventura fantascientifica in prima persona, lontanissima dai ritmi e delle caratteristiche di uno sparatutto. Il titolo si rifà anzi al canone di Bioshock, e prima ancora a quello di System Shock e Half-Life: Prey è allora un gioco basato sull'esplorazione, sull'interazione con gli ambienti, sull'utilizzo ragionato e curioso delle risorse che questi mettono a disposizione. Prey, così come i suoi padri spirituali, è quindi un prodotto in cui coesistono elementi da Gioco di Ruolo, fasi Stealth, tasselli da Survival. E pure sequenze d'azione furiose e movimentate. È insomma un titolo che fa della libertà d'azione, della scoperta e della ricerca i principali pilastri del suo gameplay. Dispiace non poterlo glorificare come un gioco perfetto e impeccabile: purtroppo le sparatorie restano un punto debole troppo evidente, confuse e poco chiare, nervose e carenti sotto troppi punti di vista. Ma insomma: chi conosce l'approccio del team e più in generale il paradigma dei prodotti che l'hanno ispirato, sa bene che in questi casi è davvero riduttivo farne una questione di shooting. Prey è meraviglioso perché è un gioco sagace, tentacolare, avvolgente. Cattura l'utente con i suoi guizzi d'ingegno, con un level design allo stato dell'arte, con una ricerca stilistica che supera tutti i tentennamenti del comparto tecnico. Prey è anche uno dei migliori videogiochi di fantascienza mai creati, e ancora oltre: è una sintesi preziosa della science fiction più riuscita, un intreccio di storie scritto magistralmente, un'avventura spaziale fatta di scelte dolorose e momenti indelebili. Si potrebbe quasi dire che il titolo è stato “assemblato” raccogliendo i frammenti di tante altre opere: videogiochi, film e romanzi “smarriti” nello spazio profondo, inghiottiti dal buio colloso e onnivoro dell'universo. Ma in fin dei conti Prey finisce per essere molto più di un mosaico: proprio grazie alla sua narrativa, ed alla mobilità di un gameplay che si evolve costantemente per le oltre venti ore dell'avventura principale, il gioco lascia una traccia che finisce per essere unica. Indiscutibilmente sua, luminosa, e inestimabile. Come un impulso neurale, un baleno, o la luce di una nuova stella che sfida le nere vacuità del cosmo."[7]
- Gamesurf: 8.5/10. "Se siete capaci di chiudere un occhio sui continui rimandi a quanto già visto in Bioshock, su qualche magagna tecnica e su alcuni passaggi a vuoto nel gameplay, Prey è un gioco capace di mettere sul piatto tanti elementi capaci non solo di intrattenere, ma anche di creare un nuovo filone ampiamente migliorabile in futuro. Una bellissima avventura fantascientifica come non se ne vedevano da anni, capace di tenere sulle spine il giocatore per larghi tratti per poi mollare la presa in alcuni passaggi ma sempre pronta a ravvivarsi con alcuni colpi di scena ben posizionati all’ interno di una trama ricca e ben strutturata. E ricorda: solo Morgan Yu può salvare il mondo."[8]
- Multiplayer.it: 8.8/10. "Aspettavamo Prey con ansia, e l'attesa è stata ripagata. Dopo i due Dishonored, Arkane Studios si conferma come uno dei team più in forma tra quelli attualmente in circolazione, usando l'esperienza accumulata negli anni scorsi per sfornare un titolo che entra di diritto nella lista dei candidati a gioco dell'anno di questo 2017. Il viaggio attraverso le varie aree di Talos I è destinato a entrare nella mente del giocatore per restarci ben ancorato, grazie a delle dinamiche di gioco che si incastrano perfettamente tra di loro. Non manca comunque qualche difetto, che soprattutto nel caso delle dinamiche degli scontri a fuoco potrebbe scoraggiare chi cerca un'esperienza improntata sugli spari invece che sullo studio e sull'esplorazione."[9]

## Prey: Mooncrash
Prey: Mooncrash è un DLC per il gioco di base annunciato durante la conferenza di Bethesda dell'E3 2018 e rilasciato nello stesso mese di giugno. L'ambientazione si sposta sulla Luna, precisamente sulla base Pytheas che il giocatore, impersonando un hacker di nome Peter, dovrà esplorare alla ricerca di risposte per conto della TranStar (proprietaria della base segreta, con la quale si sono interrotte le comunicazioni). Il contenuto aggiuntivo è stato reso disponibile come DLC per la versione base e incluso nell'edizione Prey: Digital Deluxe.